# Daia, Harghita
Daia (în maghiară Székelydálya) este un sat în comuna Ulieș din județul Harghita, Transilvania, România.

## Obiective turistice
- Biserica Reformată-Calvină (din secolul al XIV-lea, cu fresce din secolul al XVI-lea).

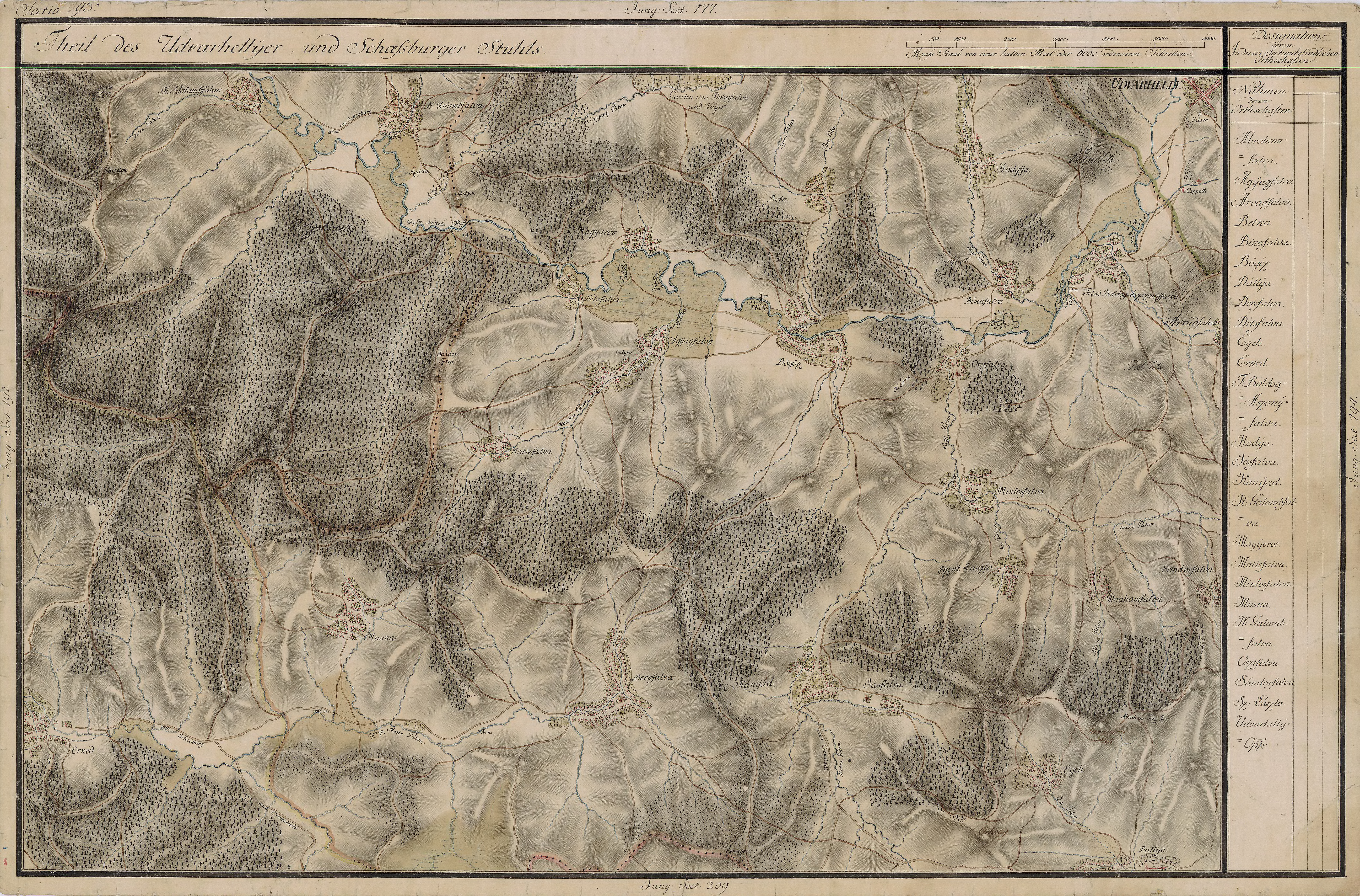
Daia pe Harta Iosefină a Transilvaniei, 1769-1773

 Acest articol despre o localitate din județul Harghita este deocamdată un ciot. Puteți ajuta Wikipedia prin completarea lui.